# Longwy
Longwy là một xã trong vùng hành chính Lothringen, thuộc tỉnh Meurthe-et-Moselle, quận Briey, tổng Longwy. Tọa độ địa lý của xã là 49° 31' vĩ độ bắc, 05° 45' kinh độ đông. Longwy nằm trên độ cao trung bình là 254 mét trên mực nước biển, có điểm thấp nhất là 250 mét và điểm cao nhất là 396 mét. Xã có diện tích 5,34 km², dân số vào thời điểm 1999 là 14.521 người; mật độ dân số là 2719 người/km². Longwy là nơi sinh của nhà họa sĩ Jean-Baptiste Fresez (1800-1867).